# Mesosemia signata
Mesosemia signata är en fjärilsart som beskrevs av Hans Ferdinand Emil Julius Stichel 1915. Mesosemia signata ingår i släktet Mesosemia och familjen Riodinidae. Inga underarter finns listade i Catalogue of Life.